# Teresio Maria Carlo Vittorio Ferrero della Marmora
Teresio Maria Carlo Vittorio Ferrero della Marmora (Turim, 15 de outubro de 1757 - Turim, 30 de dezembro de 1831) foi um cardeal e bispo católico italiano.

## Biografia
Ele nasceu em Turim em 15 de outubro de 1757, filho de Ignazio Ferrero, Marquês della Marmora, e Costanza Teresa Cristina San Martino do Marquês de Agliè, quarto de 11 filhos.
Ele obteve um doutorado em direito civil e direito canônico na universidade local em 1779 , foi nomeado bispo de Casale em 1796. Tornou-se bispo de Saluzzo em 1805. 
O Papa Leão XII o elevou ao posto de cardeal no consistório de 27 de setembro de 1824.
Cavaleiro da Ordem Suprema da Santissima Annunziata, foi abade da abadia de Fruttuaria em San Benigno Canavese.
Apaixonado pela numismática, possuía uma boa coleção de medalhas e moedas dos vários senhorios piemonteses da Idade Média.
Ele morreu no palácio de sua abadia na noite de 30 de dezembro de 1831, aos 74 anos.